# Integrierte Sekundarschule
Die Integrierte Sekundarschule (ISS) ist ein Schultyp, der seit der Schulstrukturreform 2010 im Land Berlin existiert. Sie ist mit dem Gymnasium Teil eines Zweisäulenmodells und ersetzt die Hauptschule, die Realschule und die Gesamtschule. Die Auswirkungen der Schulstrukturreform und damit auch der Erfolg der ISS wurden in einer wissenschaftlichen Begleitstudie evaluiert. Nach Ablauf des Schulversuchs Gemeinschaftsschule ist diese seit 2018 ebenfalls regulärer Teil der Berliner Schullandschaft und hat im Bereich der Sekundarstufe viele Übereinstimmungen mit der ISS.

## Mögliche Abschlüsse und Unterschiede zum Gymnasium
An der Integrierten Sekundarschule können verschiedene Abschlüsse erreicht werden:
- die Berufsbildungsreife (BBR) nach der 9. oder 10. Klasse,
- der berufsorientierende Abschluss (BOA) für Schüler mit sonderpädagogischem Förderbedarf im Bereich Lernen nach der 10. Klasse,
- ein der Berufsbildungsreife gleichwertiger Abschluss für Schüler mit Förderbedarf Lernen nach der 10. Klasse,
- die erweiterte Berufsbildungsreife (eBBR) nach der 10. Klasse,
- der mittlere Schulabschluss (MSA) nach der 10. Klasse sowie
- das Abitur (üblich/meist nach der 13. Klasse, selten aber auch nach 12 Schul-Jahren möglich).

Darüber hinaus wird auf das „Sitzenbleiben“, die nicht erfolgte Versetzung in die nächste Klassenstufe bei nicht ausreichenden Schulnoten, verzichtet, was bedeutet, dass Schüler grundsätzlich in die nächste Jahrgangsstufe versetzt werden. Auf Antrag der Erziehungsberechtigten ist allerdings ein freiwilliges Verbleiben in einer Jahrgangsstufe möglich.
Ein leistungsdifferenzierter Unterricht kann unterschiedlich realisiert werden, durch die Einrichtung von Kursen auf verschiedenen Leistungsstufen oder durch Binnendifferenzierung in gemischten Lerngruppen. Welche Methode gewählt wird, entscheiden die einzelnen Schulen selbst. Die Integrierte Sekundarschule verzichtet zudem auf eine Probezeit, auch da es mit der Einführung des Schultyps keine Schulen mehr gibt, in die man Schüler versetzen könnte, die eine Probezeit nicht bestehen würden.
Für die meisten Berliner ISS bildet die Berufsorientierung einen wichtigen Schwerpunkt, der mit Programmen wie Komm auf Tour – meine Stärken, meine Zukunft oder dem Berliner Programm zur vertieften Berufsorientierung für Schülerinnen und Schüler verfolgt wird.